# Gynoplistia kaoota
Gynoplistia kaoota är en tvåvingeart som beskrevs av Günther Theischinger 1993. Gynoplistia kaoota ingår i släktet Gynoplistia och familjen småharkrankar. Inga underarter finns listade i Catalogue of Life.